# Beevor-Zeichen
Das Beevor-Zeichen ist ein klinisches Zeichen für eine Muskelschwäche der unteren Bauchmuskeln. Es wurde nach dem Neurologen Charles E. Beevor benannt.
Beim Aufrichten aus dem Liegen ohne Zuhilfenahme der Arme kommt es bei beidseitiger Schwäche der unteren Bauchmuskeln zu einer Verschiebung des Bauchnabels in Richtung des Kopfes (nach kranial). Bei nur einseitiger Lähmung der unteren Bauchmuskeln kommt es dagegen zu einer Verschiebung des Bauchnabels zur gesunden Seite.
Eine Muskelschwäche der unteren Bauchmuskeln tritt typischerweise bei einer Läsion der Rückenmarksnerven der Segmente Th 6 bis Th 10 auf. Auch bei der fazioskapulohumeralen Muskeldystrophie (FSHD) sowie der amyotrophen Lateralsklerose (ALS) kann das Beevor-Zeichen positiv sein.

## Weiterführende Literatur
- J. D. Desai: Beevo’s sign. In: Annals of Indian Academy of Neurology. Band 15, Nummer 2, April 2012, S. 94–95, ISSN 1998-3549. doi:10.4103/0972-2327.94990. PMID 22566720. PMC 3345607 (freier Volltext).
- J. M. Pearce: Beevor’s sign. In: European neurology. Band 53, Nummer 4, 2005, S. 208–209, ISSN 0014-3022. doi:10.1159/000086731. PMID 16015010.
- N. Shahrizaila, A. J. Wills: Significance of Beevor’s sign in facioscapulohumeral dystrophy and other neuromuscular diseases. In: Journal of Neurology, Neurosurgery, and Psychiatry. Band 76, Nummer 6, Juni 2005, S. 869–870, ISSN 0022-3050. doi:10.1136/jnnp.2004.052019. PMID 15897515. PMC 1739674 (freier Volltext).
- G. I. Awerbuch, M. A. Nigro, R. Wishnow: Beevor’s sign and facioscapulohumeral dystrophy. In: Archives of Neurology. Band 47, Nummer 11, November 1990, S. 1208–1209, ISSN 0003-9942. PMID 2146943.